# Клуб Зеро (фильм)
«Клуб Зеро» (англ. Club Zero) — англоязычный художественный фильм австрийского режиссёра Джессики Хаузнер, главную роль в котором сыграла Миа Васиковска. Его премьера состоялась 22 мая 2023 года на Каннском кинофестивале.

## Сюжет
Главная героиня фильма, мисс Новак (Миа Васиковска), — учительница в частной средней школе. Она начинает менять устоявшиеся привычки в сфере питания и учит студентов осознанно относиться к еде. Учеников на курсе всего семеро, и каждый в самом начале заявляет о своей цели — кто-то стремится к ответственному потреблению, кто-то хочет улучшить физическую форму или понять принципы современной диетологии, и лишь один, Бен, признается, что пришел за дополнительным зачётом, необходимым для получения стипендии. 
Её последователи образуют закрытый клуб Зеро.

## В ролях
- Мия Васиковска — мисс Новак
- Сидсе Бабетт Кнудсен — мисс Дорсет
- Эльза Зильберштейн — мать Эльзы

## Премьера и восприятие
Премьерный показ «Клуба Зеро» состоялась в мае 2023 года на Каннском кинофестивале. Картина участвовал в основной программе.